# Exochellidae
Exochellidae é uma família de briozoários pertencentes à ordem Cheilostomatida.
Géneros:
- Escharoides Milne Edwards, 1836
- Exochella Jullien, 1888